# Polymeria
Genre
Polymeria est un genre de plantes de la famille des Convolvulaceae.

## Liste d'espèces
Selon Plants of the World online (POWO) (4 décembre 2020) :
- Polymeria ambigua R.Br. (1810)
- Polymeria angusta F.Muell. (1867)
- Polymeria calycina R.Br. (1810)
- Polymeria distigma Benth. (1868)
- Polymeria lanata R.Br. (1810)
- Polymeria longifolia Lindl. (1848)
- Polymeria marginata Benth. (1868)
- Polymeria mollis (Benth.) Domin (1928)
- Polymeria pusilla R.Br. (1810)
- Polymeria quadrivalvis R.Br. (1810)
- Polymeria subhirsuta Domin (1928)